# Ashin
Ashin (Chen Hsin-hung; Taipéi, 6 de diciembre de 1975) es un cantante, compositor y escritor taiwanés, vocalista de banda rock alternativo Mayday.

## Biografía
Ashin ha desarrollado su interés por la música durante sus años de la escuela secundaria, mientras estudiaba también artes visuales. Durante sus años escolares se encontró con tres de los que fueron sus compañeros de banda de Mayday: guitarristas y el bajista Monster y Stone. Al mismo tiempo, el cantante comenzó a componer temas musicales. La primera canción compuesta por él mismo y publicada en un álbum fue "Ju Hao Hao San", el cantante Richie Ren, también había publicado en su álbum de 2001 titulado "Fei Niao".
En su carrera, el 1 de mayo se ha presentado en conciertos de Taiwán, Singapur, Estados Unidos, Japón, Hong Kong, Malasia, Corea del Sur, China y Australia.

## Libros
- happy.BIRTH.day
- 浪漫的逃亡